# Тони Монтана
Анто́нио (То́ни) Монта́на (англ. Antonio «Tony» Montana) — персонаж, созданный американским режиссёром и сценаристом Оливером Стоуном, главный герой криминальной драмы Брайана Де Пальмы «Лицо со шрамом», вышедшей на экраны в 1983 году. Роль Тони Монтаны, которую в фильме исполнил Аль Пачино, принесла актёру номинацию на премию «Золотой глобус».
Тони Монтана — амбициозный гангстер, эмигрировавший с Кубы, осевший в Майами и сделавший головокружительную карьеру в наркобизнесе.
Журнал Empire поставил Тони Монтану на 70 место в своём рейтинге 100 лучших персонажей фильмов. Фраза «Поздоровайся с моим маленьким другом!» (англ. Say «hello» to my little friend!) из финальной сцены фильма, в которой Тони выходит сражаться против ворвавшихся в его особняк бандитов со штурмовой винтовкой в руках, была включена под номером 61 в список 100 известных цитат из американских фильмов по версии Американского института киноискусства.

## История создания
Оливер Стоун писал, что идея персонажа пришла к нему во время посещения Майами в 1980 и 1981 годах. Тогда город захлестнула волна насилия, в один год совершалось больше предумышленных убийств чем за всё предыдущее десятилетие. Стоун в дополнительных материалах к фильму вспоминал как придумал имя главного героя: взял распространённое в латиноамериканских странах имя Антонио (Тони) и добавил к нему фамилию знаменитого квотербека НФЛ (NFL) 80-х годов Джо Монтана, звучавшую вполне органично для выходца с Кубы. Таким образом Оливер Стоун в очередной раз подчеркнул свою любовь к американскому футболу.

## Характер персонажа
Тони Монтана — порождение этого времени, без гроша в кармане, без своего места в обществе, но с безграничными амбициями. На вопрос, чего же он хочет, Тони отвечает: «Весь мир и всё, что есть в нём». Свой путь к американской мечте он находит в насилии, богатства и власти добивается с помощью бомб и автоматов. В Монтане нет духа романтизма, присущего другому знаменитому гангстеру в исполнении Аль Пачино — Майклу Корлеоне из «Крёстного отца». В одной из сцен фильма Тони, находясь в состоянии алкогольного опьянения, кричит посетителям ресторана: «Вам нужны плохие парни как я, чтобы вы могли показать на нас своим долбаным пальцем и сказать: „Вот это плохой парень“».